# الوسط البيئي
الوسط البيئي
مقدمة: الوسط البيئي هو مكان جغرافي يتكون من كائنات حية وأخرى غير حية تربط بينها علاقات.
1. الكائنات الحية: الكائنات الحية هي كائنات تنمو، تتغدى، تتكاثر. مثال: الحيوانات، النباتات، الكائنات الدقيقة.
  1. الحيوانات: تتصف الحيوانات بشكل عام بأنها عديدة الخلايا، قادر على الحركة والاستجابة للمتغيرات البيئية، وتعتبر كائنات مستهلكة كونها تتغذى على الكائنات الأخرى من نباتات وحيوانات.
  2. النباتات: تصنف النباتات حسب طولها فالأشجار يزيد طولها عن 3 أمتار أما الشجيرات فطولها بين 3 أمتار و 1.5 متر أما النباتات فلا يزيد طولها عن 1.5 متر والحزازيات لا تعلو فوق الأرض.
2. الكائنات الغير حية: هي كائنات لا تنمو، لا تتغدى، لا تتكاثر. مثال: التربة وما تحتها، العوامل المناخية.

التربة: هي الطبقة السطحية للأرض ويغطيها غطاء نباتي وتعيش الكائنات الحية في التربة بسب توفر الماء والهواء والغذاء. 
ما تحت التربة: يتكون ما تحت التربة من صخور تتنضد في شكل طبقات مختلفة اللون والسمك ولا تعيش الكائنات الحية بينها لعدم توفر الماء والهواء والغذاء. وفي يومنا هذا شكلت عدة أخطار تضر بالوسط الطبيعي كان للإنسان دور هام في ظهورها فقد 
العوامل المناخية: الأمطار، الرياح، الثلوج...